# أنيت فان زيل
أنيت فان زيل (بالإنجليزية: Annette Van Zyl) مواليد 25 سبتمبر 1943 في بريتوريا، اتحاد جنوب أفريقيا، هي لاعبة كرة مضرب جنوب أفريقية تلعب باليد اليمنى. هي إحدى بطلات الجراند سلام. أعلى تصنيف لها في الفردي كان المركز الـ 6 في سنة 1965.

## روابط خارجية
- أنيت فان زيل على موقع رابطة محترفات التنس (الإنجليزية)
- أنيت فان زيل على موقع الاتحاد الدولي لكرة المضرب (الإنجليزية)
- أنيت فان زيل على موقع كأس بيلي جين كينغ (الإنجليزية)